# Verzorgingsplaats De Wiel
Verzorgingsplaats De Wiel is een Nederlandse verzorgingsplaats langs de A6 Joure → Muiderberg tussen afritten 19 en 18 aan het Tjeukemeer, in de gemeente De Friese Meren.
De Wiel is door middel van een verbindingsweg onder de brug over het Tjeukemeer verbonden met verzorgingsplaats De Lanen.
Richting Joure:
Lepelaar · 
Oeverwal · 
De Abt · 
Wellerzand · 
De Lanen
Richting Muiderberg:
De Wiel · 
Lemsterhop · 
Han Stijkel · 
Rivierduin · 
Aalscholver